# Eugenio Martín
Pour les articles homonymes, voir Martín.
Eugenio Martín Márquez (né le 15 mai 1925 à Grenade et mort le 23 janvier 2023 à Madrid) est un réalisateur et scénariste de cinéma espagnol.

## Biographie
Eugenio Martín a réalisé près de trente films depuis les années 1950 et écrit de nombreux scénarios. Spécialisé dans le genre du « western spaghetti », il utilisa au cours de sa carrière divers pseudonymes tels que : Eugenio Martin, Eugen Martin, Gene Martin ou Jean Martin.

## Filmographie partielle
- 1959 : Despedida de soltero
- 1961 : Les Corsaires des Caraïbes (it) (Il conquistatore di Maracaibo)
- 1962 : Le Tueur à la rose rouge (Ipnosi)
- 1964 : Les Aventuriers de la jungle (Die goldene göttin vom Rio Beni), coréalisé avec Franz Eichhorn
- 1965 : L'Homme de Tolède (El hombre de Toledo)
- 1966 : Les Tueurs de l'Ouest (El precio de un hombre)
- 1967 : Una señora estupenda (ca)
- 1968 : Requiem pour Gringo (Réquiem para el gringo), coréalisé avec José Luis Merino
- 1969 : La vida sigue igual
- 1971 : Les Quatre Mercenaires d'El Paso (El hombre de Río Malo)
- 1971 : Au fond de la piscine (La ultima señora Anderson)
- 1972 : Terreur dans le Shanghaï express (Pánico en el Transiberiano)
- 1972 : Pancho Villa (es) (El desafío de Pancho Villa)
- 1973 : La chica del Molino Rojo
- 1973 : Una vela para el diablo (es)
- 1976 : Call-girl (Call Girl: La vida privada de una señorita bien )
- 1980 : Aquella casa en las afueras
- 1981 : Surnaturel (Sobrenatural)
- 1995 : La sal de la vida